# Linkage Ring
『Linkage Ring』（リンケージリング）は、GARNiDELiAの1枚目のオリジナル・アルバム。2015年1月21日にDefSTAR Recordsから発売された。

## 概要
初回生産限定盤A（Blu-ray付）、初回生産限定盤B（DVD付）、通常盤の3形態で発売され、特典映像としてシングル3曲のMusic Videoと2014年10月2日にTSUTAYA O-WESTで行われた初のワンマンライブ「stellacage」のライブ映像3曲を収録している。リード曲である「PRIDE」のMusic Videoは本作には収録されず、4thシングル「MIRAI」の初回限定盤に収録されている。

## 収録曲
作詞:MARiA、作曲･編曲:toku（特記以外）
1. PRIDE [3:48]
2. True High（album mix） [3:53]
  - プレデビュー曲。2014年1月15日に配信リリースされた。
3. Gravity [3:53]
  - 1stシングル収録曲。
4. BLAZING [3:55]
  - 3rdシングル。テレビアニメ『ガンダム Gのレコンギスタ』前期オープニングテーマ。
5. フタリ座流星群 [4:43]
  - 作詞：MARiA、toku
6. Moon Landing [3:28]
7. march [5:41]
8. steps [4:04]
  - 作詞：MARiA、toku
9. Lamb. [3:56]
  - インディーズ時代の楽曲。
10. オオカミ少女 [3:46]
11. grilletto [4:08]
  - 作詞：MARiA、toku
  - 2ndシングル。テレビアニメ『魔法科高校の劣等生』後期オープニングテーマ。
12. ambiguous [4:32]
  - 作詞：meg rock
  - 1stシングル。テレビアニメ『キルラキル』オープニングテーマ。
13. LiNKAGE [4:25]
  - 作詞：MARiA、toku

### 初回限定盤映像
- 「ambiguous」 Music Video
- 「grilletto」 Music Video
- 「BLAZING」 Music Video
- 「Love or Game」 ライブ映像
- 「Lamb.」 ライブ映像
- 「grilletto」 ライブ映像